# Pleolophus sapporensis
Pleolophus sapporensis är en stekelart som först beskrevs av Tohru Uchida 1930.  Pleolophus sapporensis ingår i släktet Pleolophus och familjen brokparasitsteklar. Inga underarter finns listade i Catalogue of Life.